# Rycerz króla Artura
Rycerz króla Artura – amerykański film fabularny z roku 1995 w reżyserii Jerry’ego Zuckera. W głównych rolach występują: Sean Connery, Richard Gere i Julia Ormond.

## Opis fabuły
Akcja filmu toczy się w Anglii w czasach króla Artura (w tej roli Connery). Samotny wojownik Lancelot (Gere) ratuje z opresji księżniczkę Ginewrę (Ormond), która ma zostać żoną Artura z Camelotu i zakochuje się w niej. Kiedy uwalnia ją z zamku zdrajcy Malaganta (Cross), w nagrodę dołącza do rycerzy Okrągłego Stołu. Walczy ramię w ramię z Arturem przeciw Malagantowi, a po śmierci obu w czasie bitwy o Camelot, sam zostaje królem.

## Obsada
- Sean Connery – król Artur
- Richard Gere – Lancelot
- Julia Ormond – Ginewra
- Ben Cross – Malagant
- Liam Cunningham – sir Agravain
- Christopher Villiers – sir Kay
- Valentine Pelka – sir Patrise
- Colin McCormack – sir Mador
- Ralph Ineson – Ralf
- John Gielgud – Oswald